# KAI FIVE
KAI FIVE（カイ ファイブ）は、甲斐よしひろが結成した日本のロックユニット。1991年デビュー。1993年にフジテレビ系ドラマ『並木家の人々』の主題歌「風の中の火のように」がヒット。1994年7月活動休止。
バンド名のファイブは特に意味はなく、一時「甲斐」を使わないことも検討されたが、そこまでストイックにする必要もないのではという考えから「KAI」と記号化しそれに続くゴロのいい数字として「ファイブ」が選ばれた。（カイスリー、カイフォーではしっくりこなかった）。
後に、3はメンバー、4はベーシスト、5はオーディエンスを表すという解釈も付け加えられた。

## メンバー
- 甲斐よしひろ：ボーカル
- 田中裕千：ギター
- 今川ツトム(ECHOES)：ドラムス

## ディスコグラフィ

### シングル
|     | 発売日         | タイトル                             | 最高位 | 形態  |
| --- | -------------- | ------------------------------------ | ------ | ----- |
| 1st | 1991年10月30日 | 幻惑されて                           | －     | 8cmCD |
| 2nd | 1992年8月5日   | ラブ・ジャック                       | －     | 8cmCD |
| 3rd | 1993年2月10日  | 風の中の火のように                   | 8位    | 8cmCD |
| 4th | 1993年5月12日  | 嵐の明日 <甲斐よしひろ and KAI FIVE> | 37位   | 8cmCD |
| 5th | 1993年10月21日 | 激愛(パッション)                     | 66位   | 8cmCD |

### アルバム
|      | 発売日         | タイトル     | 最高位 | 形態 |
| ---- | -------------- | ------------ | ------ | ---- |
| 1st  | 1991年10月31日 | 幻惑されて   | 26位   | CD   |
| 2nd  | 1992年8月26日  | LOVE JACK    | 35位   | CD   |
| LIVE | 1993年4月21日  | History Live | 16位   | CD   |
| 3rd  | 1993年6月2日   | 嵐の明日     | 16位   | CD   |

### 映像作品
|     | 発売日        | タイトル     | 最高位 | 形態     |
| --- | ------------- | ------------ | ------ | -------- |
| 1st | 1993年4月21日 | History Live | 239位  | VHS・DVD |

## タイアップ一覧
| 使用年 | 楽曲               | タイアップ                                           |
| ------ | ------------------ | ---------------------------------------------------- |
| 1992年 | 幻惑されて         | 関西テレビ・フジテレビ系ドラマ『恐怖配達人』主題歌   |
| 1993年 | 風の中の火のように | フジテレビ系 木曜劇場『並木家の人々』主題歌          |
| 1993年 | 嵐の明日           | フジテレビ系 木曜劇場『並木家の人々』挿入歌          |
| 1993年 | 嵐の明日           | 三菱カーナビゲーションCMソング                       |
| 1993年 | 激愛               | テレビ東京系『徳光のTVコロンブス』エンディングテーマ |